# Nina Burger

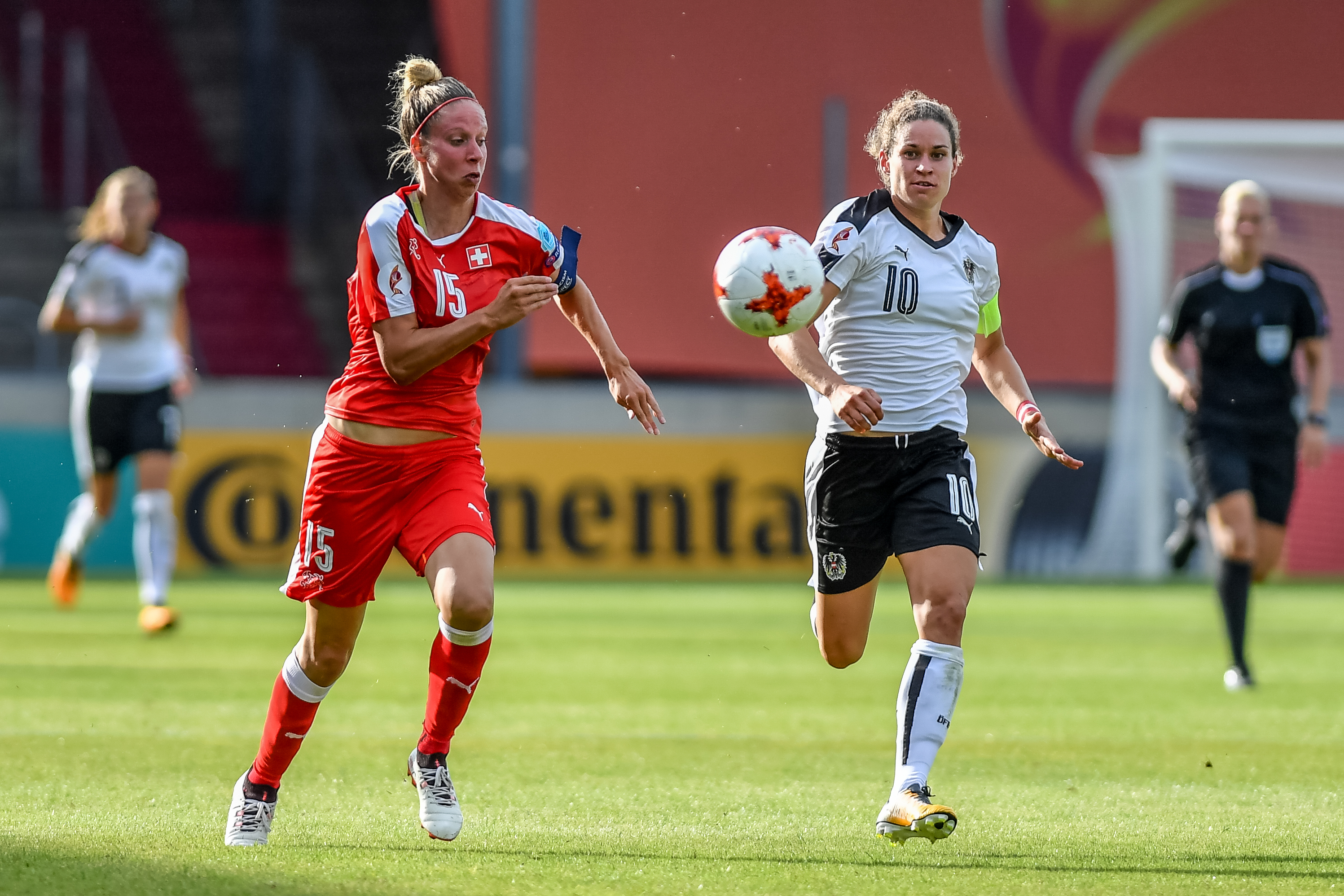
Nina Burger im Angriff gegen Caroline Abbé bei der EM 2017

Nina Burger (* 27. Dezember 1987 in Tulln an der Donau) ist eine ehemalige österreichische Fußballspielerin. Sie war Rekordspielerin und ist Rekordtorschützin beim österreichischen Nationalteam.

## Karriere

### Vereine
Burger spielte seit August 1995 bei ihrem Jugendverein SV Hausleiten. Im September 2001 wechselte sie zum SV Langenrohr. 2003 wurde sie mit SV Langenrohr Meister in der NÖ-Landesliga und spielte ab der Saison 2003/04 in der 2. Division Ost. Von Juli 2005 bis Ende April 2014 stand Burger beim Bundesligisten USV Neulengbach unter Vertrag.
In dieser Zeit gewann sie zahlreiche Titel, wurde sechs Mal Torschützenkönigin (2006–2012) und 2010 zur Fußballerin des Jahres gewählt.
In der UEFA-Women’s-Champions-League-Saison 2013/14 gelang ihr mit Neulengbach durch zwei Siege gegen Konak Belediyespor der Einzug ins Viertelfinale.
Ende April 2014 wechselte sie auf Leihbasis zum NWSL-Franchise Houston Dash, für den sie am 11. Mai 2014 (5. Spieltag) bei der 0:1-Niederlage im Auswärtsspiel gegen die Chicago Red Stars debütierte. Ihr erstes Ligator erzielte sie am 26. Mai 2014 (9. Spieltag) bei der 2:3-Niederlage im Auswärtsspiel gegen Washington Spirit mit dem Treffer zum zwischenzeitlichen 1:1 in der 12. Minute.
Am 15. Juni 2015 unterschrieb Burger beim deutschen Frauen-Bundesliga-Verein SC Sand, mit dem sie 2016 und 2017 jeweils das DFB-Pokal-Finale erreichte.

### Nationalmannschaft

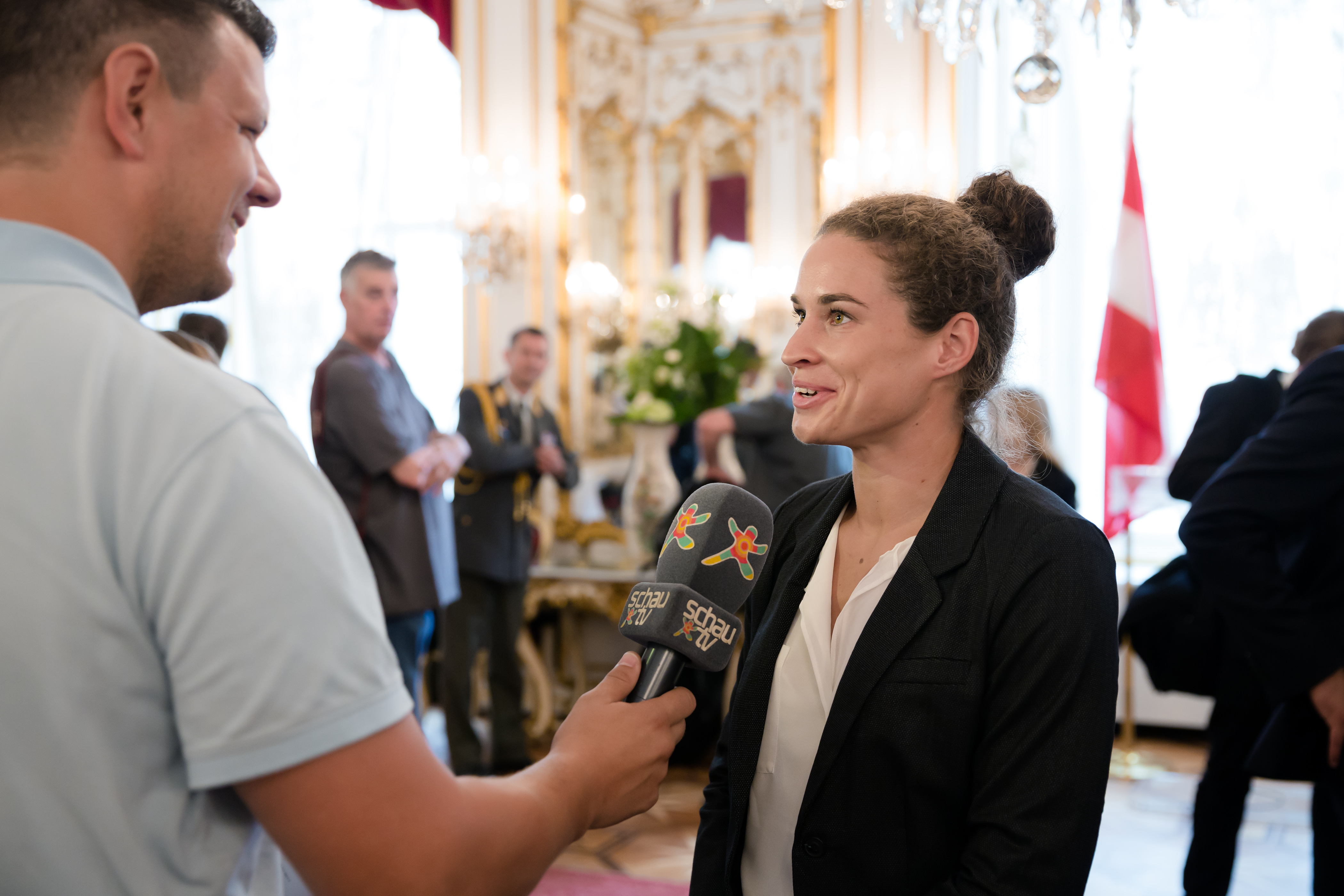
Nina Burger während eines Interviews vor der EM 2017

Nina Burger spielte in der U-19-Nationalmannschaft. In der A-Nationalmannschaft debütierte sie am 1. September 2005 bei der 1:4-Niederlage gegen die Auswahl Englands in dem Qualifikationsspiel zur Weltmeisterschaft 2007.
Sie spielte von Beginn an und wurde in der 82. Minute ausgewechselt. Die ersten Tore schoss sie drei Wochen später in ihrem zweiten Länderspiel mit einem „Doppelpack“ gegen die Auswahl Ungarns.
Erstmals erreichte sie mit der A-Nationalmannschaft in der Qualifikation für die Europameisterschaft 2013 als Gruppen-Zweiter die Ausscheidungsspiele um die Teilnahme an der Endrunde, scheiterte jedoch an der Auswahlmannschaft Russlands, da das Hinspielergebnis von 0:2 im Rückspiel mit 1:1 nicht mehr reichte.
2016 gewann die Mannschaft als Erstteilnehmer das Turnier um den Zypern-Cup. 2017 schloss sie mit der Mannschaft die Gruppe 8 der 2. Qualifikationsrunde für die Europameisterschaft 2017 als Zweitplatzierter hinter Norwegen ab und qualifizierte sich erstmals für ein bedeutendes Turnier. Die Mannschaft erreichte in der Endrunde der Europameisterschaft das Semifinale. Burger erzielte im Gruppenspiel gegen die Schweiz das erste Tor der Mannschaft im Turnier sowie ein Tor gegen Island.
Am 1. April 2019 gab sie im Rahmen einer Pressekonferenz bekannt, ihre Karriere nach der laufenden Saison zu beenden. Ihren letzten Einsatz im Teamdress der österreichischen Frauen-Fußballnationalmannschaft bestritt sie am 9. April in Maria Enzersdorf bei der 0:2-Niederlage im Testspiel gegen die Nationalmannschaft Schwedens, bei dem sie mit der Trikotnummer 109 auflief. Mit 109 Länderspielen und 53 -toren wurde sie Rekordhalterin Österreichs und übertrifft auch die männlichen Rekordnationalspieler Andreas Herzog (103 Länderspiele) und Toni Polster (44 Länderspieltore). Mittlerweile wurde sie als Rekordspielerin mit den meisten Länderspielen eingeholt.

### Nach der aktiven Karriere
Von 2019 bis 2020 verstärkte Burger neben ihrer Trainerausbildung den USV Neulengbach. Dabei kam sie in der Saisonvorbereitung zu vier Freundschaftsspieleinsätzen, wobei ihr insgesamt sieben Tore gelangen. Danach absolvierte sie am 14. August 2019 – über vier Jahre, nachdem sie zum letzten Mal für Neulengbach aktiv gewesen war – im Zuge des Erstrundenspiel des Österreichischen Frauenfußballpokals 2019/20 gegen die FSG Stetteldorf/Großweikersdorf wieder ein Pflichtspiel für die Neulengbacher. Beim 5:1-Sieg kam sie nur in der ersten Halbzeit zum Einsatz und steuerte dabei einen lupenreinen Hattrick bei. Danach kam sie bis zur Winterpause in allen neun Meisterschaftsspielen ihrer Mannschaft in der ÖFB Frauen-Bundesliga zum Einsatz und erzielte dabei zwölf Tore. Nachdem sie im Februar 2020 noch an der Vorbereitung aufs Frühjahr teilgenommen hatte, wurde die Meisterschaft in weiterer Folge jedoch aufgrund der COVID-19-Pandemie vorzeitig abgebrochen. Ebenso der Frauenfußballpokal, bei dem sie mit dem USV Neulengbach ins Viertelfinale eingezogen war und es bis dahin auf vier Tore in zwei Spielen gebracht hatte.
Ab Juni 2020 war sie als sportliche Leiterin der Frauensektion des First Vienna FC 1894 tätig. Bei der ersten Frauenmannschaft des Vereins hatte sie in der Spielzeit 2020/21 neben ihrer Tätigkeit als sportliche Leiterin auch als Spielerin teilgenommen und schoss in dieser Zeit in zwei Tore in fünf Ligaspielen. Am 19. Juni 2021 bestritt sie ihr offizielles Abschiedsspiel und beendete somit nach ihrer Profikarriere auch ihre nationale Fußballkarriere. Nebenbei war sie bei den Frauen der Vienna auch als Individualtrainerin tätig. Nachdem sie bereits 2007/08 einen Nachwuchsbetreuerlehrgang absolviert hatte, machte Burger 2020/21 Kurse für die UEFA-B-Lizenz.

## Leben
Nina Burger absolvierte die Polizeischule und leistete ab 2010 für fünf Jahre Dienst als Polizistin in Wien. Burger, die mit 1. Dezember 2007 ihren Polizeidienst begann, war ab 1. Juli 2019 und danach wieder im Jahr 2020 Teilzeit im Innenministerium als Referentin in der Abteilung für Sportangelegenheiten tätig.
Im November 2022 war Burger unter Einfluss von Alkohol an einem schweren, für den zweiten Lenker tödlichen, Autounfall beteiligt. Im Februar 2023 wurde bekannt, dass die Staatsanwaltschaft St. Pölten wegen grob fahrlässiger Tötung Anklage gegen sie erhoben hat. Am 17. April 2023 wurde sie zu neun Monaten teilbedingter Haft verurteilt, drei Monate davon unbedingt.

## Erfolge
- Halbfinalistin der Europameisterschaft 2017
- Finale DFB-Pokal 2015/16 und 2016/17
- Zypern-Cup-Sieger 2016
- Österreichischer Meister (9): 2006, 2007, 2008, 2009, 2010, 2011, 2012, 2013, 2014
- ÖFB-Pokal-Sieger (7): 2006, 2007, 2008, 2009, 2010, 2011, 2012
- Torschützenkönigin (6): 2007, 2008, 2009, 2010, 2011, 2012

## Auszeichnungen
- Österreichische Fußballerin des Jahres
  - 2010 nach VdF-Fußballerwahl (gewählt von der Vereinigung der Fußballer)
  - 2019 nach VdF-Fußballerwahl (gewählt von der Vereinigung der Fußballer)[22]
- Österreichische Sportlerin des Jahres 2017 als Spielerin der Nationalmannschaft bei der EM